# Edmundo II de Inglaterra
Edmundo II de Inglaterra (c.993-30 de noviembre de 1016) fue rey de Inglaterra desde el 23 de abril de 1016 hasta su muerte el 30 de noviembre de ese mismo año.

Edmundo fue uno de los doce hijos del rey Etelredo II el Indeciso y de su primera esposa, Elfgifu, hija de Thored, señor de York.
Al morir su hermano mayor, Ethelstan, luchando contra los invasores daneses en 1014, se convirtió en el heredero al trono, surgiendo entonces una lucha de poder entre padre e hijo. En 1015, dos de los aliados del príncipe, los caballeros Sigeferth y Morcar, son ejecutados por orden del rey. Edmundo entonces saca a la viuda de Sigeferth, Edith, del convento en que estaba prisionera y se casa con ella en Malmesbury, Wiltshire, en agosto de 1015, en claro desafío a su padre.
De este matrimonio nacieron 2 hijos, al parecer gemelos:
- Eduardo (1016-Londres, 1057), designado heredero por su tío Eduardo el Confesor.
- Edmundo (1016-Hungría, ca.1030), se cree casado con Eduviges de Hungría, hija del rey San Esteban I de Hungría (aunque esto no está documentado dado que el rey tuvo 2 hijos varones solamente)

La lucha entre Edmundo y su padre seguía cuando se produce la segunda invasión danesa al mando de Canuto el Grande (1015); al morir el rey Etelredo II (23 de abril de 1016), y con el pequeño apoyo de la nobleza de Londres, Edmundo es coronado rey. Pero Canuto tenía amplio apoyo en el resto del país, sobre todo de la nobleza de Southampton.
El ejército de Edmundo logra recuperar Wessex de manos de los daneses, a lo que responde Canuto poniendo sitio a Londres; no obstante, la defensa de Edmundo tiene éxito. Después de esta victoria, los conflictos continúan hasta que el ejército inglés sufre una aplastante derrota en la batalla de Assandun (posiblemente Ashington, Essex), el 18 de octubre de 1016.
Después de la batalla, Edmundo y Canuto deciden negociar la paz, llegando a un acuerdo por el que se dividían el reino, obteniendo Edmundo Wessex y Canuto las tierras al norte del río Támesis. Además, se decide que al morir uno de los dos, el otro heredaría los territorios del difunto.
Edmundo murió en Oxford a los 29 años de edad, al parecer por causas naturales, aunque otras versiones afirman que fue asesinado por órdenes del rey Canuto. Fue sepultado en la abadía de Glastonbury, en Somerset.